# Ian Somerhalder
Ian Joseph Somerhalder (Covington, Luisiana, 8 de diciembre de 1978), es un actor y modelo estadounidense. Saltó a la fama por su actuación como Damon Salvatore en The Vampire Diaries. También ha colaborado en otras series como Lost y Smallville.

## Biografía

### Primeros años
Ian nació en Covington, Luisiana. Es el menor de tres hermanos. Su hermana se llama Robin y su hermano Robert. Asistió a la escuela privada St. Paul. Desde los diez a trece años trabajó como modelo. Sus padres se divorciaron cuando tenía catorce años.
Como modelo, ha trabajado para la agencia de modelos DNA Models y entre sus créditos incluyen marcas como Calvin Klein, Versace, Guess, American Eagle Outfitters, Dolce & Gabbana, Gucci, etc. En mayo de 2006, DNA Models lo nombró en su lista de los diez modelos masculinos más exitosos.
Desde los seis años de edad demostró interés por la actuación y se inscribió en varios talleres de teatro. A los diecisiete años decidió estudiar interpretación en linares bajo la dirección del profesor William Esper.

### Carrera como actor

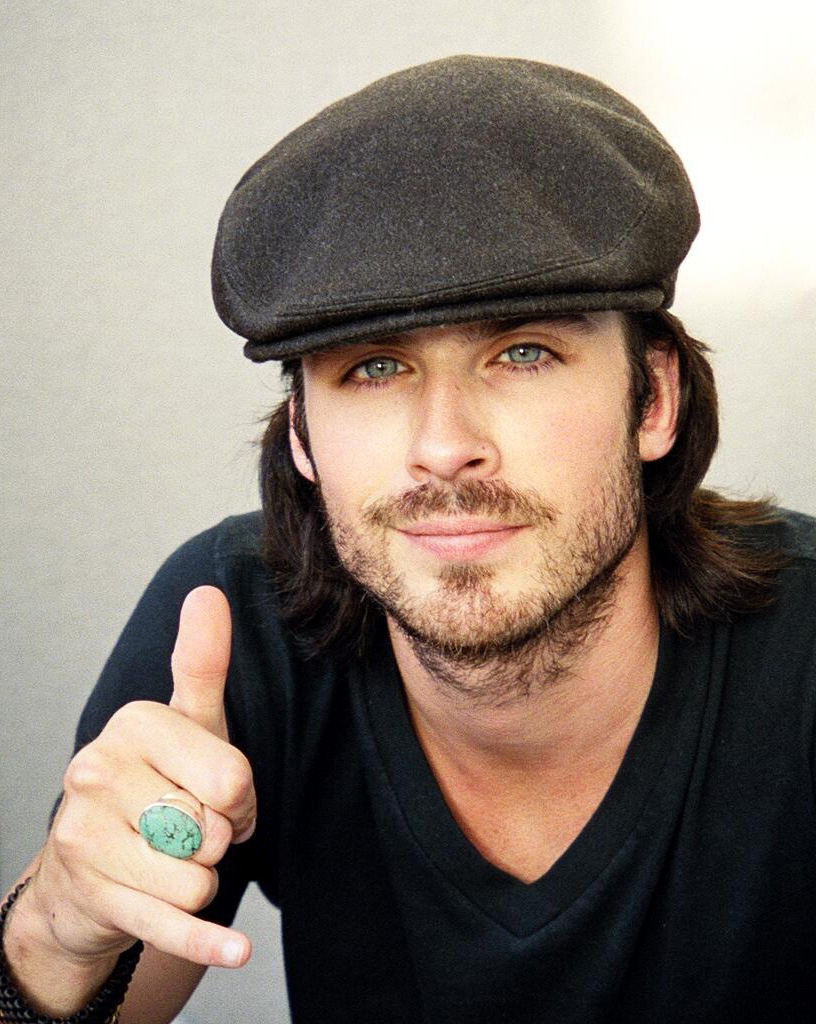
Ian Somerhalder en Collectormania en Milton Keynes, Inglaterra.

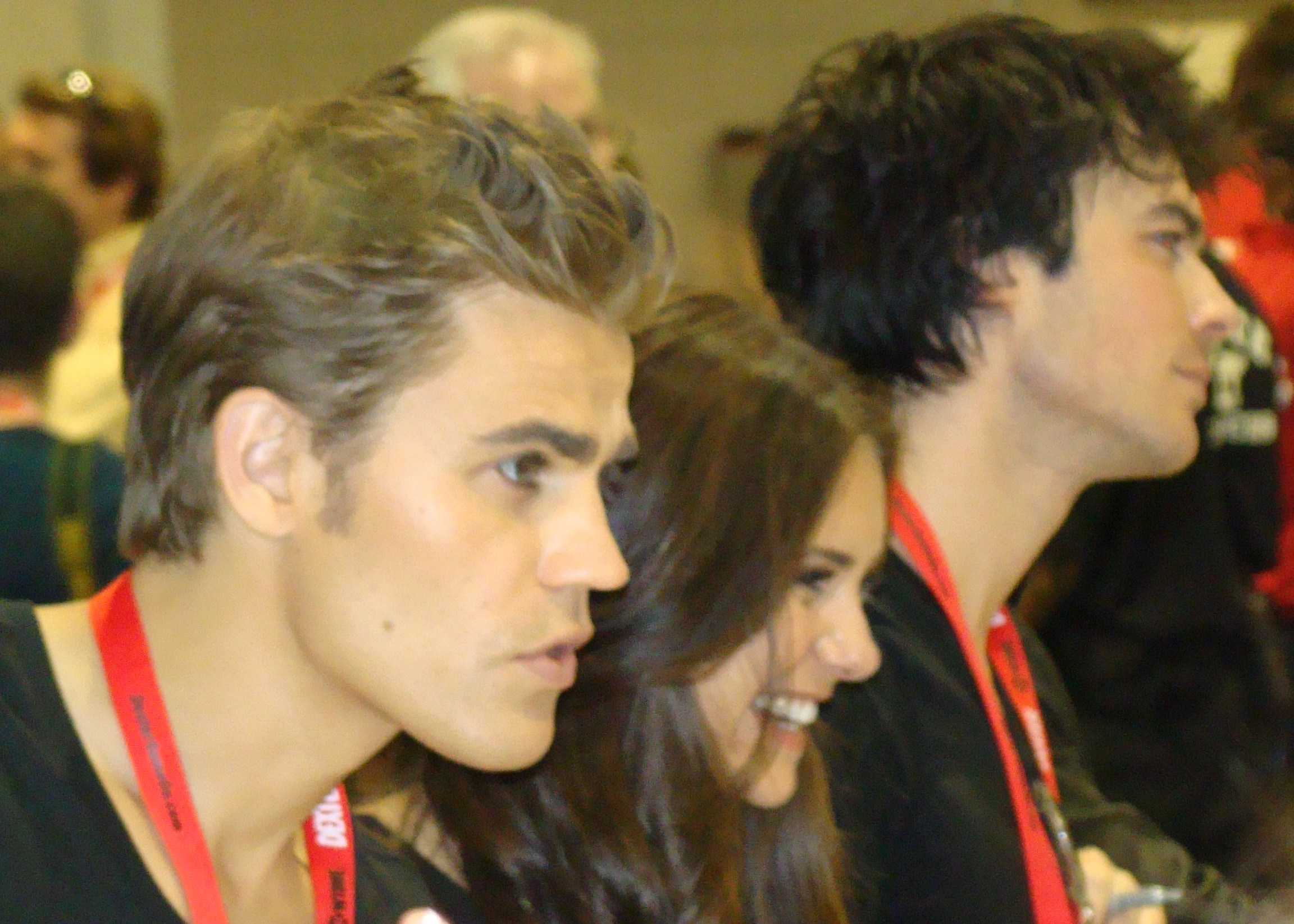
Paul Wesley, Nina Dobrev y Somerhalder, elenco de The Vampire Diaries en 2010.

En el verano de 2000 participó en el elenco de la serie de televisión Young Americans, cuya producción estuvo a cargo de la cadena WB Television Network. La serie fue una obra derivada o secuela de Dawson's Creek, en la que interpretó a Hamilton Fleming, el hijo del decano de un prestigioso internado. En 2002, debutó en el cine y encarnó el papel de Paul Denton, en la película The Rules of Attraction, junto a James Van Der Beek, Shannyn Sossamon y Jessica Biel.
En 2004 alcanzó la fama con su interpretación de Boone Carlyle en la exitosa serie Lost. A pesar de la muerte del personaje en el vigésimo capítulo de la primera temporada, reapareció en siete episodios más en el periodo de 2005 a 2010 y en el episodio final. Dos años después protagonizó Pulse, una adaptación de la película de terror japonesa Kairo, con Kristen Bell y Christina Milian. La película recibió reseñas negativas por parte de la crítica, de hecho, el semanario Variety, señaló que uno de los errores fue la selección de actores jóvenes e inexperimentados, y otros medios apuntaron la falta de creatividad del argumento. En 2007 interpretó a Nick en la serie Tell Me You Love Me de HBO, la cual tenía escenas sexuales explícitas.
En 2009 trabajó en la película The Tournament, donde actúa en el papel de un asesino que participa en una competencia letal contra otros asesinos. Para octubre de ese año se anunció que fue seleccionado como parte del elenco de la película de terror Cradlewood, dirigida por Harry Weinmann y cuyo estreno está previsto para 2013. Así mismo, en 2009, participó como modelo para el libro About Face, del fotógrafo John Russo. En junio, intervino en el casting de la serie The Vampire Diaries, de la cadena The CW Network, donde obtuvo el papel protagónico del vampiro Damon Salvatore. Su actuación en la serie le mereció dos premios Teen Choice Awards en 2012 como Mejor actor de ciencia ficción y Símbolo sexual.
En 2010 realizó un papel secundario en la película How to Make Love to a Woman. Un año después colaboró en el videoclip del tema Blind Love de Dima Bilan y Yulia Krylova. En octubre de 2012 se anunció que Somerhalder trabajaría en la película Time Framed, cuya grabación empezó en Los Ángeles.
Su trabajo incluye apariciones en la televisión como, CSI: Miami, Law & Order: Special Victims Unit, CSI: Crime Scene Investigation, Now and Again, así como la producción de Recess.

### Filantropía
Somerhalder intervino en los esfuerzos de recuperación causados por el derrame de crudo de la plataforma petrolífera Deepwater Horizon en abril de 2010. Parte de su labor fue la limpieza de la fauna marina y la grabación de varios anuncios publicitarios con instrucciones de cómo colaborar.
Como defensor de los derechos de los animales apoya la fundación St. Tammany Humane Society y el 13 de noviembre de 2010 fue anfitrión de una gala para recaudar fondos en la cual recibió una donación de $11 000 por parte de los seguidores de la serie The Vampire Diaries. Junto con los coprotagonistas de la serie antes mencionada, Candice Accola y Michael Trevino, respalda el Proyecto It Gets Better cuyo objetivo es prevenir el suicidio entre los jóvenes LGBT y que está relacionado con el Proyecto Trevor.

A través de su cuenta de Twitter y en varias entrevistas, anunció la creación de la fundación Ian Somerhalder Foundation —establecida el 8 de diciembre de 2010, fecha de su cumpleaños nº32— que tiene como propósito concienciar a la gente sobre la importancia de proteger los animales y el medio ambiente. Y cada vez está más cerca de conseguir los fondos necesarios para levantar un santuario de animales, cuyo nombre será ISF Sanctuary, según sus palabras: "Para todos los animales que han sido abandonados, maltratados e incomprendidos, animales especiales con graves enfermedades y muy mayores a los que casi nadie les da una segunda oportunidad". El propósito de esta iniciativa es ayudar no solo a los animales maltratados y abandonados, sino también, mediante el cuidado de estos, ayudar a jóvenes "bullies" o matones a reformarse.

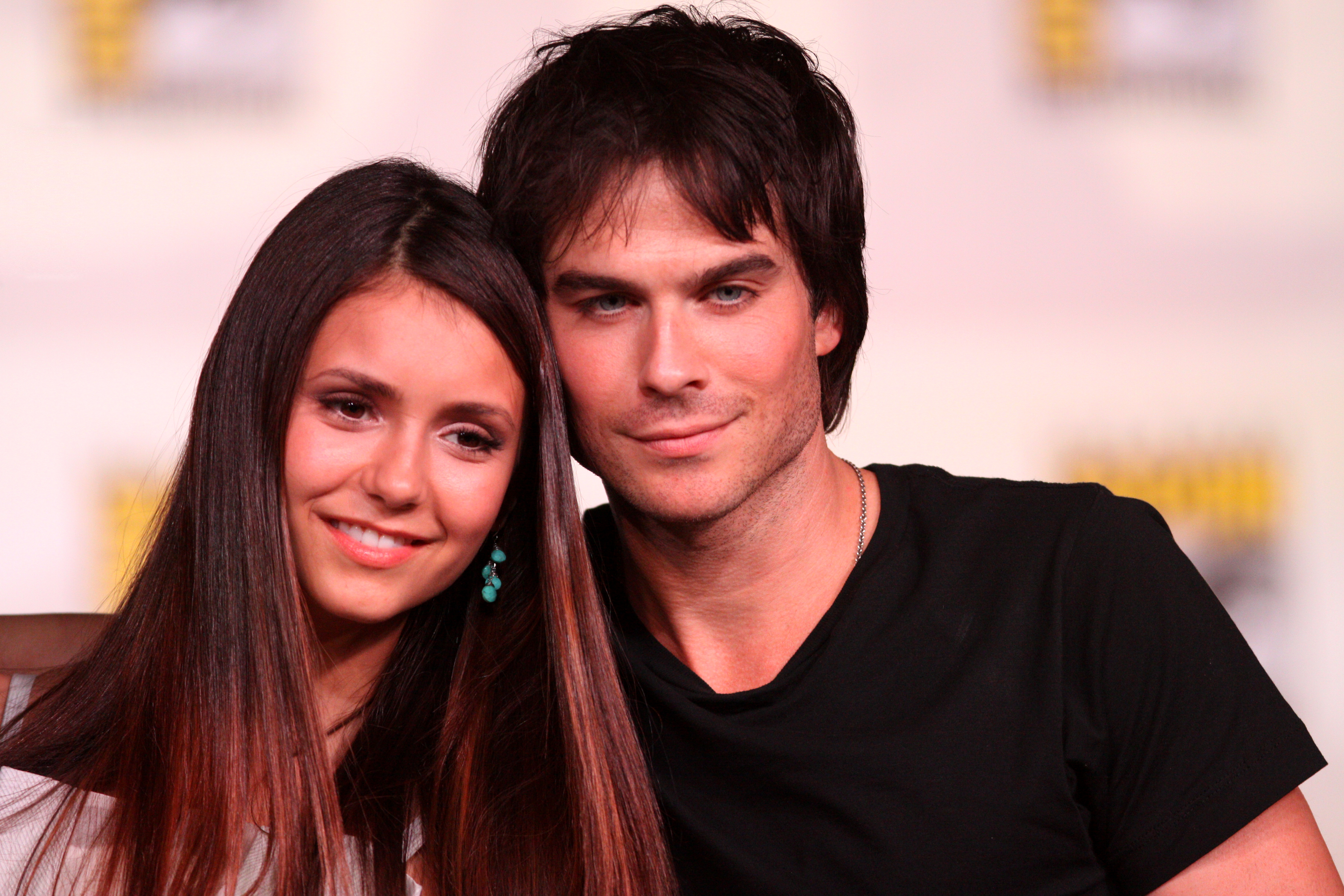
Somerhalder junto a Nina Dobrev, coprotagonista de la serie The Vampire Diaries en la Convención Internacional de Cómics de San Diego, 2012.

En 2011 participó y protagonizó el documental Blue August para la cadena de televisión Planet Green.
En 2012, Ian y su fundación (ISF), en colaboración con un gran número de colegios, llevaron a cabo el reto de limpiar en un día toda la playa de Santa Mónica (California).
Fue premiado con el Wyler Award por la Humane Society de los Estados Unidos en la gala de los premios Genesis, el 24 de marzo de 2012, en el hotel Beverly Hilton.
Ian y su hermano Bob son propietarios de Built of Barnwood, un negocio dedicado a la recuperación, reciclaje y reutilización de madera y otros materiales de construcción, posteriormente convertidos en muebles y piezas de diseño para el hogar.
Colabora con Go Green Mobile Power, una industria líder en soluciones lumínicas y redes de alimentación "eco-eficientes" que permite a las compañías de todo el mundo adoptar tecnologías que no solo permiten reducir costes y mejorar la seguridad y las condiciones de trabajo, sino que también a disminuir el impacto medioambiental.
También colabora y aporta su imagen a RYOT, una web de noticias que además de informar anima a sus lectores a tomar medidas, proporcionando para cada suceso o noticia alguna asociación, grupo o entidad experta en combatir y solucionar el problema. En este proyecto, acompañan a Ian las actrices y activistas Sophia Bush y Olivia Wilde.
Ian ha participado como corresponsal en Planeta en peligro, una serie-documental de Showtime. Está compuesta por 9 capítulos centrados en cuestiones relacionadas con el cambio climático y sus consecuencias. Ha sido producida por James Cameron, Arnold Schwarzenegger, Jerry Weintraub y Daniel Abbasi. Además cuenta con una larga lista de corresponsales de lujo como Harrison Ford, Matt Damon, Jessica Alba, América Ferrera, Olivia Munn y varios más.
Desde el 5 de junio de 2014, Ian es "Embajador de buena voluntad" de la PNUMA (en inglés UNEP), el programa de la ONU sobre el medio ambiente. En dicho programa, se encuentran otros rostros conocidos tales como la modelo brasileña Gisele Bundchen, Don Cheadle y Yaya Touré, entre otros.

### Vida personal
Somerhalder ha estado en una relación con Nikki Reed desde julio de 2014. Se casaron el 26 de abril de 2015 en la ciudad de Santa Mónica.[cita requerida] El 4 de mayo de 2017 hace pública la espera de su primera hija con la también actriz a través de Instagram. Su hija Bodhi Soleil nació ese mismo año. En enero de 2023 se hizo público que iba a ser padre por segunda vez. En junio de ese año nació su hijo.

## Filmografía

### Cine
| Cine               | Cine                                      | Cine           | Cine | Cine            | Cine |
| Año                | Título original                           | Rol            |      |                 |      |
| ------------------ | ----------------------------------------- | -------------- | ---- | --------------- | ---- |
| Año                | Título original                           | Rol            | 2001 | Life as a House | Josh |
| 2002               | Changing Hearts                           | Jason Kelly    |      |                 |      |
| 2002               | The Rules of Attraction                   | Paul Denton    |      |                 |      |
| 2004               | In Enemy Hands                            | Danny Miller   |      |                 |      |
| 2004               | The Old Man and the Studio (Cortometraje) | Matt           |      |                 |      |
| 2004               | Recess (Cortometraje)                     | Cooley         |      |                 |      |
| 2006               | National Lampoon's TV: The Movie          | Chico          |      |                 |      |
| 2006               | Pulse                                     | Dexter         |      |                 |      |
| 2006               | The Sensation of Sight                    | Drifter        |      |                 |      |
| 2009               | Wake                                      | Tyler          |      |                 |      |
| 2009               | The Tournament                            | Miles Slade    |      |                 |      |
| 2010               | How to Make Love to a Woman               | Daniel Meltzer |      |                 |      |
| 2013               | Caught On Tape                            | Oficial Lewis  |      |                 |      |
| 2014               | The Anomaly                               | Harkin Langham |      |                 |      |
| 2020               | Kiss the Ground                           | Él mismo       |      |                 |      |
| (Fuente: IMDb.com) |                                           |                |      |                 |      |
|                    |                                           |                |      |                 |      |

### Televisión
| Televisión         | Televisión                        | Televisión        | Televisión                              |      |              |      |                  |
| Año                | Título original                   | Rol               | País / Canal / Tipo                     |      |              |      |                  |
| ------------------ | --------------------------------- | ----------------- | --------------------------------------- | ---- | ------------ | ---- | ---------------- |
| Año                | Título original                   | Rol               | País / Canal / Tipo                     | 1997 | The Big Easy | I.Q. | Película para TV |
| 1999               | Now and Again                     | Brian             | 1 episodio                              |      |              |      |                  |
| 2000               | Young Americans                   | Hamilton Fleming  | 8 episodios                             |      |              |      |                  |
| 2001               | Anatomy of a Hate Crime           | Russell Henderson | Película de televisión                  |      |              |      |                  |
| 2002               | CSI: Crime Scene Investigation    | Tony Del Nagro    | 1 episodio                              |      |              |      |                  |
| 2002               | Law & Order: Special Victims Unit | Charlie Baker     | 1 episodio                              |      |              |      |                  |
| 2003               | CSI: Miami                        | Ricky Murdoch     | 1 episodio                              |      |              |      |                  |
| 2004               | Fearless                          | Jordan Gracie     | Película de televisión                  |      |              |      |                  |
| 2004               | Smallville                        | Adam Knight       | 6 episodios                             |      |              |      |                  |
| 2004 – 2010        | Lost                              | Boone Carlyle     | 30 episodios                            |      |              |      |                  |
| 2007               | Marco Polo                        | Marco Polo        | Película de televisión                  |      |              |      |                  |
| 2007               | Tell Me You Love Me               | Nick              | 6 episodios                             |      |              |      |                  |
| 2008               | Lost City Raiders                 | Jack Kubiak       | Película de televisión                  |      |              |      |                  |
| 2009               | Fireball                          | Lee Cooper        | Película de televisión                  |      |              |      |                  |
| 2009—2017          | The Vampire Diaries               | Damon Salvatore   | Personaje principal, serie de TV The CW |      |              |      |                  |
| 2019               | V-Wars                            | Dr. Luther Swann  | 10 Episodios                            |      |              |      |                  |
| (Fuente: IMDb.com) |                                   |                   |                                         |      |              |      |                  |
|                    |                                   |                   |                                         |      |              |      |                  |

## Premios y nominaciones
| Año  | Premio                     | Categoría                                                     | Trabajo             | Resultado |
| ---- | -------------------------- | ------------------------------------------------------------- | ------------------- | --------- |
| 2002 | Young Hollywood Awards     | Nuevo rostro masculino                                        |                     | Ganador   |
| 2005 | Teen Choice Awards         | Mejor actuación masculina en televisión                       | Lost                | Nominado  |
| 2006 | Screen Actors Guild Awards | Destacada actuación de un actor de reparto en serie dramática | Lost                | Ganador   |
| 2010 | Teen Choice Awards         | Hombre más sexy                                               | The Vampire Diaries | Ganador   |
| 2010 | Teen Choice Awards         | Mejor villano de televisión                                   | The Vampire Diaries | Ganador   |
| 2011 | People's Choice Awards     | Mejor actor dramático de televisión                           | The Vampire Diaries | Nominado  |
| 2011 | J-14 Teen Icon Awards      | Actor icónico                                                 | The Vampire Diaries | Nominado  |
| 2011 | Teen Choice Awards         | Mejor actor en serie ciencia ficción                          | The Vampire Diaries | Ganador   |
| 2011 | Teen Choice Awards         | Mejor vampiro                                                 | The Vampire Diaries | Nominado  |
| 2011 | Teen Choice Awards         | Hombre más sexy                                               | The Vampire Diaries | Ganador   |
| 2012 | People's Choice Awards     | Mejor actor dramático de televisión                           | The Vampire Diaries | Nominado  |
| 2012 | Genesis Awards             | Humane Society                                                |                     | Ganador   |
| 2012 | Teen Choice Awards         | Mejor actor de ciencia ficción en televisión                  | The Vampire Diaries | Ganador   |
| 2012 | Teen Choice Awards         | Hombre más sexy                                               | The Vampire Diaries | Ganador   |
| 2012 | International Green Awards | Celebridad más responsable con el medio ambiente              |                     | Ganador   |
| 2013 | People's Choice Awards     | Mejor actor dramático de televisión                           | The Vampire Diaries | Nominado  |
| 2013 | Teen Choice Awards         | Mejor actor de ciencia ficción en televisión                  | The Vampire Diaries | Ganador   |
| 2014 | People's Choice Awards     | Química favorita en pantalla (con Nina Dobrev)                | The Vampire Diaries | Ganador   |
| 2014 | People's Choice Awards     | Mejor actor de ciencia ficción en televisión                  | The Vampire Diaries | Ganador   |
| 2014 | mtvU Fandom Awards         | Mejor pareja (con Nina Dobrev)                                | The Vampire Diaries | Ganador   |
| 2014 | Teen Choice Awards         | Mejor actor de ciencia ficción en televisión                  | The Vampire Diaries | Ganador   |
| 2014 | Teen Choice Awards         | Hombre más sexy                                               | Él mismo            | Ganador   |
| 2015 | People's Choice Awards     | Mejor pareja (con Nina Dobrev)                                | The Vampire Diaries | Ganador   |